# Chroniques des temps obscurs
 (août 2024).
- Si vous ne connaissez pas le sujet, laissez ce bandeau (vous pouvez alors contacter les auteurs).
- Si vous supprimez le contenu mis en cause (vous pouvez préalablement contacter les auteurs),

argumentez précisément cette suppression dans la page de discussion
(un manque de référence n'est pas un argument ; une recherche réelle de référence doit avoir été effectuée, être formellement documentée).

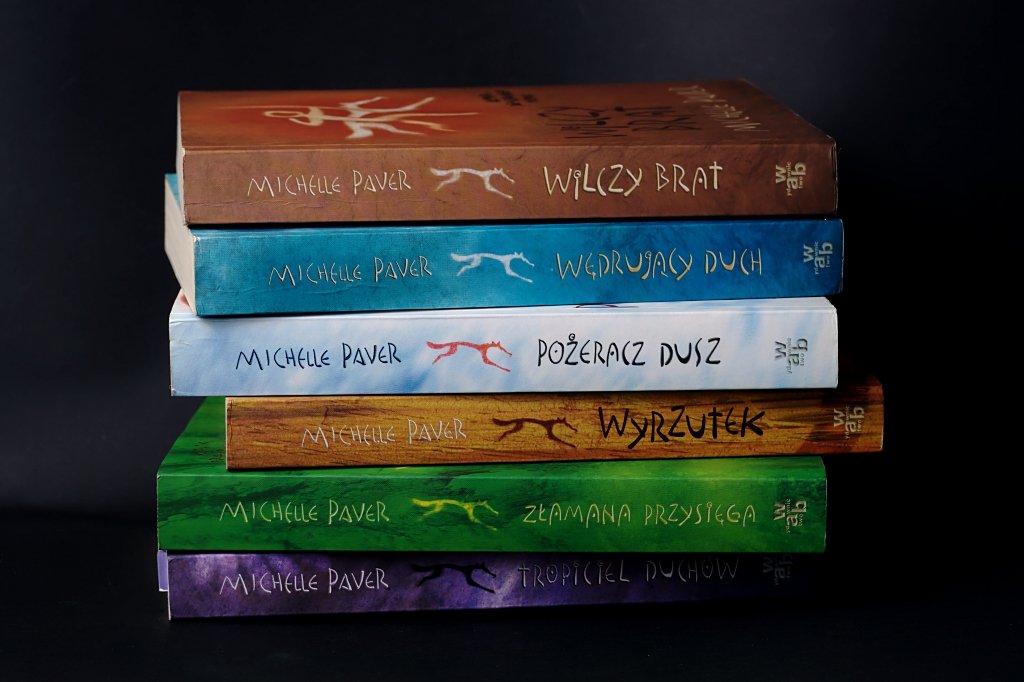
L'intégralité de la série Chroniques des Anciennes Ténèbres de Michelle Paver

Chroniques des temps obscurs (titre original : Chronicles of Ancient Darkness) est une série de livres de fantasy commencée en 2005 par Michelle Paver. L'action des livres tourne autour du jeune héros, Torak et se passe en 4 000 ans av. J.-C. dans une région du Nord-ouest européen qui n'était encore qu'une vaste forêt.

## Personnages

### Personnages principaux
- Torak : Personnage principal du livre, il est le « frère de meute » de Loup. C'est un « Esprit-qui-Marche », c'est-à-dire qu'il peut se transférer temporairement dans le corps d'un animal ou d'un autre humain. Il parle partiellement le langage des loups car il a été élevé par une louve quand il était qu'un bébé pendant 3 lunes. Pratiquement toujours accompagné de Loup, son « frère de meute », et de Renn, sa meilleure amie (et peut-être plus), il a pour objectif en tant qu'Esprit-qui-Marche de détruire l'ensemble des Mangeurs d'Âmes.
- Renn : Jeune fille rousse, meilleure amie de Torak aussi un peu amoureuse de lui et « sœur de meute » de Loup. Fin-Kedinn, le chef du clan du Corbeau est son oncle. Son père est mort quand elle était petite. Elle est extrêmement douée au tir à l'arc. Sa mère, Seshru, qui est une mangeuse d'âme a tenté de transformer Renn en tokoroth lorsqu'elle était petite. Elle suit l'enseignement de l'Art des Mages de Saeunn. À part Torak et Loup, elle n'a pas d'amis. Les gens la craignent pour ses dons étranges et ses yeux noirs.
- Saeunn : Mage du clan du Corbeau. Elle apprend l'Art des Mages à Renn, qu'elle sauva lorsqu'elle était tout bébé. Elle mourra de vieillesse dans le 6e tome Chasseur de Fantômes.
- Loup : Il est le « frère de meute » de Torak et de Renn. C'est un jeune loup que Torak a rencontré au début du premier tome. Loup est le plus fidèle des compagnons de Torak. L'Animal saît reconnaître les démons et a pour destiné de les chasser du monde des vivants. Les parents et les frères et sœurs de Loup ont été tués lors de la crue du fleuve. Le nom que donne Loup à Torak est « Grand Sans Queue ». Dans le 5e tome, Le Serment, Loup trouvera une compagne, Fourrure Noire, et ils donneront naissance à trois louvetaux, dont deux mourront dans le 6, l'un tué par le hibou d'Eostra et l'autre de maladie.
- Bale : Cousin de Torak. On le rencontre pour la première fois dans Fils de l'eau. Il apparaîtra également dans Le banni, où il tuera Seshru à la place de Renn et il mourra dans Le serment, tué par Thiazzi. Il était amoureux de Renn et comptait même lui demander de rester vivre avec lui.
- Les Mangeurs d'Âmes : Ce sont des anciens mages qui ont mal tourné. Ils viennent chacun d'un clan différent et sont au nombre de sept. Ils cherchent continuellement la puissance, et veulent prendre le contrôle. Les Mangeurs d'âmes sont Eostra, Thiazzi, Seshru, Tenris, et Nef. Initialement, alors qu'ils étaient appelés les Guérisseurs, ils étaient accompagnés de Narrander (le Marcheur) et du père de Torak. Ce dernier a tenté de briser leur pouvoir quand ils ont commencé à faire du mal. Pour se venger, les autres l'ont tué. Dans le dernier tome, on apprendra que le Marcheur est Narrander, le septième Mangeur d'Âme qui était supposé être mort dans l'incendie provoqué par le père de Torak.
- Eostra : La plus dangereuse des sept Mangeurs d'Âmes. Mage du clan de l'Aigle des Mers, elle peut invoquer la mort. Elle est la plus crainte des Mangeurs d'Âmes qui la craignent également. Elle meurt dans le tome 6. Elle apparaît également dans le tome 5 où elle provoque la mort de Thiazzi pour récupérer l'opale de feu et dans le tome 3 où elle enlève Loup avec Thiazzi, Seshru et Nef. Elle est tuée par Narrander dont elle a causé la mort du fils lors du grand feu.
- Fin-Kedinn : Chef du Clan du Corbeau. Dans sa jeunesse, il a connu le père et l'oncle de Torak et il fut amoureux de la mère de Torak mais celle-ci l'aimait seulement « comme un frère ». C'est un homme très respecté par les Clans et même Loup respecte Fin-Kedinn car d'après lui, « Fin-Kedinn dort comme un loup ». Il est l'oncle de Renn et dans Le banni, il adopte Torak.
- Rip et Rek : Corbeaux de la même famille, apparaissent dans le tome 4 Le Banni où Torak les aide. Ils essayeront de poursuivre le hiboux de Eostra à la suite des décès des louveteaux dans le tome 6. Loup fut jaloux envers eux quelque temps mais se révélant fort utiles Loup finit quand même par les accepter.

### Autres personnages
- Les Mordeurs sont, avec les Chasseurs, des démons de puissance moyenne. Ils détestent les êtres vivants, comme tous les autres démons d'ailleurs. On suppose qu'un des Mangeurs d'Âmes a réussi à en invoquer un.
- Les Détaleurs et les Sinueux sont de petits démons peu puissants.
- Un Tokoroth est un enfant dans lequel les Mangeurs d'Âmes ont enfermé un démon. L'enfant n'a plus de vie, il n'est qu'une marionnette contrôlé par le démon qui est enfermé dans son corps. Il ne sait plus faire la différence entre le bien et le mal.
- Un Élémental « naît » quand quelque chose de très puissant meurt, une cascade ou un torrent de glace par exemple. « Il » ou « elle » libère son âme et cette dernière devient un Élémental. Ces démons, tout comme les autres, détestent les êtres vivants.
- L’opale de feu est en fait l'œil du Grand Auroch qui se serait écrasé sur Terre. Il est très convoité par les Mangeurs d'Âmes car celui qui le possède pourra rallier les démons et les soumettre à lui. Il a été brisé en trois parties et dispersé par le père de Torak. Eostra en posséda un, qui sera détruit par Nef lorsqu'elle se suicida, l'autre fut en possession de P'pa, qui le légua à Torak lors de sa mort. Ce fragment sera enterré avec Seshru. Enfin le dernier morceau fut d'abord en possession de Tenris, puis de Thiazzi et de Eostra, lorsqu'elle le lui déroba.

## Géographie du monde deChroniques des temps obscurs
Quatre régions sont particulièrement présentes dans les Chroniques des temps obscurs, il s'agit de la Forêt, des îles du Phoque et du Grand Nord et la vraie forêt : la forêt profonde.

## Histoire

### Frère de Loup
L'aventure commence il y a 6 000 ans. Un démon s'est emparé d'un ours, qui tue le père de Torak. L'enfant, âgé de douze ans, doit le défier et le vaincre avant qu'il ne détruise la Forêt. La prophétie est formelle : il est Celui-qui-écoute. Il doit trouver la Montagne de l'Esprit du Monde, la gravir, et doit apporter les trois parties du Nanuak, avec pour seul indice pour les trouver cette énigme : « La plus profonde est un regard noyé ; Dent de pierre est la plus ancienne ; Et il n'est pas lumière plus noire que la plus froide », pour rétablir l'harmonie entre les hommes, la nature et les animaux. Accompagné d'un jeune loup qui lui ressemble comme un frère, de Renn, une fille du clan du Corbeau, et du chef du clan du Corbeau, Fin-kedinn qu'il rencontrera par la suite, Torak s'engage dans la Forêt. Alors commence un étonnant périple au cœur d'une nature magique, à la fois fascinante et hostile.

### Fils de l'eau
Torak, jeune orphelin de 13 ans, a trouvé refuge au sein du clan des Corbeaux. Malgré ses efforts d'intégration, il se sent différent, investi d'une mission. Quand une terrible maladie, envoyée par les Mangeurs d'Âme, s'abat sur la forêt, il décide de partir seul à la recherche de l'antidote. Ses amis Renn et Loup le rejoignent dans l'aventure et l'épaulent. Sa quête le conduit de l'autre côté de la mer, vers les mystérieuses îles du Phoque. Là-bas, Torak va braver un invisible danger et découvrir un terrible secret. Un secret qui changera sa vie à tout jamais.

### Les Mangeurs d'âme
Loup a disparu. Il chassait avec Torak et Renn, son frère de meute, quand d'inquiétants mages l'ont enlevé. Torak et Renn se sont alors lancés à sa poursuite, sans se soucier des périls qui les attendent. Ils devront quitter la Forêt. Se perdre dans le désert de glace. Affronter des tempêtes de neige. Se jeter dans l'œil de la Vipère pour défier les démons. Et combattre, enfin, les redoutables assassins de son père : les Mangeurs d'âme. Des mages si puissants qu'aucun être ne peut les menacer sans risquer sa vie. Même l'Esprit-qui-marche. Même Torak.

### Le Banni
Voilà deux lunes que Torak a rejoint le clan du Corbeau. Même s'il a retrouvé son ancienne vie, il ne peut ignorer le tatouage, imposé par les Mangeurs d'âmes, qui lui brûle à jamais la poitrine. Honteux, effrayé, il s'efforce de dissimuler ce terrible secret. Mais il est bientôt trahi, et les Anciens rendent leur terrible jugement : Torak est banni de tous les clans. Il porte désormais la marque de la Mort, car le destin d'un banni est d'être abattu. Et en plus Il découvre aussi qu'il n'appartient à aucun clan. Torak s'enfuit alors dans la Forêt. Survivra-t-il à cette nouvelle épreuve, séparé des siens ?

### Le Serment
Bale est mort. Il montait la garde lorsque Thiazzi l'un des derniers Mangeurs d'Âme l'a assassiné, Torak se sent coupable. Il n'aurait pas dû se disputer avec Bale. Il n'aurait pas dû le laisser seul. Fou de remords et de tristesse, Torak jure de venger son ami. Traquer le terrible Mage ne lui fait pas peur. Il doit honorer sa parole. Il doit tuer Thiazzi. Avec Renn, sa meilleure amie et apprentie-mage, Fin kedinn le chefs du clan du corbeau et Loup, son frère de meute, il entre dans la Forêt Profonde à la recherche du monstre. Mais les lieux sont dangereux. Le Mangeur d'Âme fait tout pour que les Clans qui y vivent se déchirent. Et il n'est pas loin d'y parvenir.

### Chasseur de fantômes
Eostra contrôle tout. Elle rend les Clans malades et s'est cachée dans les montagnes. Torak décide d'aller la combattre seul, mais Renn et Loup le suivent. Ils rencontrèrent les Clans des montagnes qui leur apportèrent leur aide, mais Eostra est très puissante et a pour but de séparer Torak de ses amis. Seul, contre les créatures obéissant à la Mangeuse d'Âme, Torak devra essayer de pénétrer dans la Montagne des Morts, où se cache Eostra.

## Film
En 2004, 20th Century Fox a acheté les droits de la saga pour en faire un long métrage. Ridley Scott et Erin Upson produiront les films et, selon la réponse à une lettre de fan[source insuffisante], un scénario est en cours d'écriture.

## Suite
Le 18 mars 2019, Michelle Paver annonce une suite de 3 livres à cette première série. Elle décide de se remettre à écrire sur cette série à la suite d'un voyage de quelques jours en Norvège. La parution est prévue en anglais au printemps 2020.